# علي العزازي
علي العزازي صانع ومقدم برامج تلفزيونية على قناة المجد الفضائية، إحدى قنوات شبكة المجد.
نشأ وأكمل دراسته حتى المرحلة الثانوية بمدينة الرياض، ثم سافر إلى مدينة الإسكندرية لإكمال دراسته الجامعية، وتخرج في جامعة الإسكندرية (كلية التربية - تخصص اتصالات وإلكترونيات)، وعمل معلم لغة إنجليزية وحاسب آلي، ثم مؤسس ومدير مواقع إلكترونية، قبل أن يتحول إلى العمل الإعلامي كمقدم ومستشار وقيادي، وحصل على ماجستير الإعلام من كلية الإعلام بجامعة القاهرة، ثم ماجستير الأعمال الرقمية من جامعة سالفورد.

## المسيرة الإعلامية
قدم برامج تلفزيونية نوعية مثل برنامج «حياة تك» التقني، وبرنامج «جنان» الوثائقي، وبرنامج «الشاشة لك» التنافسي.
بدأ مشواره التلفزيوني مع بداية بث قناة المجد عام 2003 من خلال برنامج «المستكشف»، لكنه برز بشكل أكبر عام 2006 من خلال برنامجه الأسبوعي حياة تك.
ورغم الوجه التقني الإعلامي له، إلا أنه قدم العديد من الموضوعات والأشكال الأخرى، كما أنه يعمل كرئيس للقطاع الإعلامي بشبكة المجد.

### برنامج حياة تك
حياة تك هو اسم يجمع بين شقين (الحياة) و (التكنولوجيا) أو التقنية، وهو موضوع برنامج «حياة تك» الذي تأسس عام 2007 ليقدم محتوى تقني مبسّط.
وهدف البرنامج هو الارتقاء بالحياة من خلال التقنيات، ويقترب البرنامج في لغته ومحتواه من عامة الناس وجميع أفراد الأسرة العربية، سواء عبر البرنامج التلفزيوني، أو عبر منصاته الرقمية وفعالياته المتنوعة والمتجددة.

### برنامج جنان
بعد تجربة البرنامج التقني «حياة تك» برز العزازي في مجال تلفزيوني مختلف تماماً، حيث خاض تجربة تقديم وإخراج الأفلام الوثائقية، عبر سلسلته الوثائقية جِنان، والتي تهدف إلى زيارة أجمل جنان الأرض بأسلوب قصصي تفاعلي مشوق، داعياً المشاهد إلى التفكر في إبداع خالقها وكانت محطته الأولى في جنان ماليزيا ثم ذهب في جزئه الثاني إلى تركيا وكانت رحلته الثالثة إلى البوسنة والهرسك ثم الهند.
وقد لجأ علي العزازي في حكايته إلى أسلوب «أدب الرحلة» حيث كانت كلمات الرحلة مكتوبة بعبارات تحمل في طياتها إبداعاً أدبياً ووصفاً بلاغياً، وكان هو كاتبها وكذا مقدم تلك السلسلة ومخرجها.

### برنامج الشاشة لك
هو البرنامج الأول من نوعه في العالم، فقد سمح للمشاهدين أن يقدموا إنتاجهم من الأفلام القصيرة جداً يقدم الجائزة الأولى من نوعها للأفلام القصيرة على الهواء، والبرنامج يترك الشاشة للمشاهدين ليتنافسوا فيها بعرض إنتاجهم من أفلام قصيرة جداً، ومن ثم المرور عبر تجربة تحكيم وتصويت للحصول على جائزة مالية ضخمة وجوائز أخرى. وقد قدم البرنامج حتى الآن خمس مواسم، قدم خلالها مئات الأفلام القصيرة، وقدم معها العشرات من المبدعين في مختلف مجالات الإنتاج المرئي وصناعة الأفلام على وجه التحديد، من مخرجين وممثلين ومنتجين وغيرهم من الكفاءات، واعتبره الكثير من هؤلاء فرصتهم التي شجعتهم إلى الدخول في هذا المجال وقدمتهم للجمهور.

### الفيلم الوثائقي وادي السيلكون
وادي السيلكون  أول فيلم وثائقي عربي يزور ويستكشف أسرار مهد الثورة التقنية المعاصرة في منطقة «وادي السيليكون» بسان فرانسيسكو بالولايات المتحدة الأمريكية، حيث نشأت الكثير من شركات صناعة الحاسب الآلي (مثل HP، مايكروسوفت، أبل، إنتل، سيسكو) وفيه تأسست كذلك معظم مواقع الإنترنت والشبكات الاجتماعية الكبرى (مثل جوجل، فيسبوك، تويتر، يوتيوب، إنستجرام).
وقد زار فيه علي العزازي عام 2009 عدد من تلك الشركات، وأجرى خلالها لقاءات مع مسؤوليها، وكشف العديد من أسرار نجاح تجربة هذا الوادي.

## السيرة المهنية
- يعمل حاليًا في منصب مدير الاتصال المؤسسي لشركة الجميح القابضة.[6]
- مؤلف كتاب المقر الرقمي، من إصدار دار مدارك للنشر والتوزيع، عام 2023.[7]
- عمل في منصب نائب الرئيس التنفيذي لقطاع الإعلام في شبكة المجد الفضائية حتى يونيو 2023.
- عمل مستشار ابداعيا في شبكة المجد الفضائية من عام 2017 إلى 2021
- يقدم حاليا دورات تدريبية في مجال الإعداد والتقديم التلفزيوني، أبرزها دورة صانع القصة التلفزيونية بماليزيا، وفنون التقديم التلفزيوني، والكاتب الإبداعي.
- عمل مديراً للتطوير الإبداعي في شبكة المجد الفضائية (عام 2015 - حتى 2017).
- عمل مديراً لإدارة الهويات والفواصل والتشويقات في شبكة المجد الفضائية (عام 2013 - حتى 2015).
- عمل مديراً لإدارة الإعلام الجديد في شبكة المجد الفضائية (عام 2012 - حتى 2013).
- وبفكرة جديدة طرح برنامجه الذي حاز مشاهدات كبيره برنامج حياة تك ولا زال يقدمه حتى الآن، مع البرنامج الرمضاني الشاشة لك والوثائقي «جنان» (2006 - حتى الآن).
- عمل صحفياً متدرباً في صالة أخبار شبكة الجزيرة الإعلامية (2005).
- ساعد في إنشاء موقع العربية alarabiya.net (موقع القناة الإخبارية الرائد)، وقاد الفريق الإبداعي لقسم الإعلام الجديد في مجموعة إم بي سي MBC الشبكة التلفزيونية الترفيهية الرائدة في الشرق الأوسط (2004-2005).
- دخل خلال تلك الفترة إلى الإعلام المرئي ليقدم مع بداية بث قناة المجد الفضائية أول برامجه «المستكشف»، وهو أحد أوائل البرامج العربية المتخصصة في الإنترنت (2003 - 2005).
- تخصص قبل ذلك في إدارة وتخطيط وإخراج مواقع الإنترنت، ومن بينها موقع مؤسسة مناهج العالمية، وقناة العربية (2003 - 2004).
- عمل في التحرير الإلكتروني لعدد من مواقع الإنترنت المعروفة مثل مجلة باب (2001 - 2003).
- في بداية مشواره الوظيفي كان يعمل معلماً لمادتي الحاسب الآلي واللغة الإنجليزية (2000 - 2003).

## السيرة الأكاديمية
- ماجستير إدارة الأعمال الرقمية Digital Business - جامعة سالفورد (عام ٢٠٢٢).
- ماجستير الإعلام - كلية الإعلام بجامعة القاهرة (عام 2014).
- بكالوريوس التربية - تخصص الاتصالات الإلكترونية - جامعة الإسكندرية (عام 1999).
- شهادة التدريس العالي Higher Education Teaching Certificate - جامعة هارفارد (عام ٢٠٢١).
- حصل على دورات تلفزيونية مكثفة في المركز التدريبي التابع لـ قناة الجزيرة من بينها: تخطيط وإنتاج البرامج التلفزيونية، التخطيط الاستراتيجي الإعلامي، الكتابة للصورة في الصحافة التلفزيونية، تقديم البرامج الحوارية، الصحافة التلفزيونية والمراسل التلفزيوني (عام 2005).
- حصل على منحة تدريبية مكثفة من قناة الجزيرة عمل على إثرها صحفياً متدرباً في القناة وفي صالة أخبارها (عام 2005).
- حاصل على دورات من معهد أفلام هوليوود في صناعة وكتابة سيناريو الأفلام (دبي-عام 2005).
- حاصل على دورات من أكاديمية لندن للأفلام مدرسة لندن للفيلم في التصوير السينمائي، وفي التخطيط والإدارة الإنتاجية (لندن- 2016).
- حاصل على شهادة مدير مواقع الإنترنت المعتمد CIW (عام 2002).